# Daniel Hannan
Daniel John Hannan, baron Hannan of Kingsclere (ur. 1 września 1971 w Limie) – brytyjski polityk, poseł do Parlamentu Europejskiego V, VI, VII, VIII i IX kadencji, par dożywotni.

## Życiorys
Uzyskał w 1992 magisterium z zakresu historii nowożytnej na Uniwersytecie w Oksfordzie. Do 1999 był dyrektorem grupy badawczej, publicystą w „The Daily Telegraph” i „The Sunday Telegraph”, a przez rok także doradcą posła Michaela Howarda.
W latach 1994–1999 przewodniczył organizacji zrzeszającej absolwentów związanych z Partią Konserwatywną. W 1999 i 2004 z listy torysów uzyskiwał mandat deputowanego do Parlamentu Europejskiego.
Zyskał pewną popularność dzięki swojej wypowiedzi wygłoszonej 24 marca 2009 w Europarlamencie, w której skrytykował Gordona Browna, w szczególności jego politykę zwiększającą zadłużenie Wielkiej Brytanii, nazywając brytyjskiego premiera „zdewaluowanym premierem, zdewaluowanego rządu”. Klip z tym przemówieniem na YouTube tego samego wieczoru uzyskał ponad 630 tysięcy wyświetleń w ciągu 24 godzin. Uzyskał też status „najczęściej oglądanego” na całym świecie, przez dwa kolejne dni.
W wyborach w 2009 Daniel Hannan po raz trzeci z rzędu został eurodeputowanym. W VII kadencji przystąpił do frakcji konserwatywnej oraz do Komisji Prawnej. W 2014 i 2019 odnawiał mandat eurodeputowanego na czwartą i piątą z rzędu kadencję. Z PE odszedł z końcem stycznia 2020 w związku z brexitem. W tym samym roku został mianowany doradcą rządowej instytucji Board of Trade. Również w 2020 ogłoszono jego nominację na barona, jako par dożywotni zasiadł w Izbie Lordów.